# Demon Diary
Demon Diary er en manhwa tegnet af Kara og skrevet af Yun-Hee Lee. Den udkom i Japan i 2001, oversat og udgivet i Danmark i 2006.
Demon Diary er på syv bind.
Demon Diary handler om den unge Raenef, der hovedkuls bliver kastet ud i træning til at blive dæmonhersker. Da hans forgænger Raenef den fjerde dør, bliver den forældreløse Raenef fundet af dæmonen Eclipse. Raenef bliver trænet i sort magi og andre vigtige ting, en dæmonhersker skal kunne.